# Fortalesa de Sant Carles
La fortalesa de Sant Carles és una fortificació de la ciutat de Palma que defensa la rada de Portopí.
Des de l'antiguitat, la cala de Portopí ha estat important com a primer port de la badia de Palma. Durant l'edat mitjana, el comerç marítim es veié castigat pels pirates i corsaris, que arribaren a atacar Portopí a pesar de les cinc torres que el defensaven. Amb la finalitat de protegir el port i la ciutat de Palma, es construí el castell o fortalesa de Sant Carles, perquè encreuàs el foc dels seus canons amb els de la torre del Cap del Moll, situada al peu del front marítim de la murada de Palma.
Es proposà la construcció l'any 1600. L'ordre de construcció va ser donada per Felip III el 1608 i l'obra començà l'any 1610 i s'acabà el 1612. El finançament es repartí entre la monarquia i el Col·legi de la Mercaderia. Primer rebé el nom de castell de Portopí i més endavant es dedicà a sant Carles, per motius desconeguts.
On es construí, hi havia una de les torres de Portopí, que quedà embotida dins la nova construcció tot mantenint la funció de far o faró. Posteriorment, de 1662 a 1663, el castell s'amplià a partir del nucli rectangular inicial, encara conservat. Durant la Guerra de Successió o d'Ocupació, s'hi afegiren algunes construccions defensives a l'exterior, davant la mar.
Al segle xix es començà, al costat del castell, el Dic de l'Oest, que s'acabà el 1938. L'any 1936, els revoltats contra la República tancaren part dels presos polítics, dins el castell de Sant Carles i dins el de Bellver.
L'any 1981, el castell es convertí en seu d'un museu de l'exèrcit espanyol, amb material sobretot del segle xix i XX, i una secció dedicada al general mallorquí Valerià Weyler i Nicolau. De l'època anterior a l'annexió de la Corona d'Aragó per Espanya, hi ha una notable col·lecció de bales esfèriques de pedra de les companyies d'artilleria del Regne de Mallorca, procedents de l'Almudí, o Redreç de l'artilleria (obradors o tallers), de Palma.
La fortalesa de Sant Carles es troba en bon estat de conservació i s'il·lumina a la nit, encara que no destaqui pel seu perfil baix.

## Museu
El Museu Històric Militar de Balears (Castellà: Museo Histórico Militar de Baleares), situat a la Fortalesa de Sant Carles (Palma), és el museu militar de les Illes Balears. El museu és gestionat pel Consorci Castell de Sant Carles, format pel Ministeri de Defensa, el Govern de les Illes Balears, el Consell Insular de Mallorca i l'Ajuntament de Palma. Als anys vuitanta el castell es va adaptar per acollir el museu, que va obrir el setembre de 1991.
La col·lecció del museu, que se centra en peces dels segles XIX i XX, es troba repartida en 10 sales on s'exposen des d'armes i municions fins a diorames i quadres, passant per objectes d'altre tipus com uniformes i condecoracions.
Els fons del museu exposats es troben repartits de la següent manera:
- Sala 1: col·lecció d'armes europees, africanes i asiàtiques, donada el 2004 pel tinent coronel Antoni Llorente Alberti.
- Sala 2: sala dedicada a la Guerra del Francès (1808 - 1814). Entre les peces exhibides hi destaquen una reproducció de finals del segle xix de la Llotja de Palma i una maqueta de la batalla de Bailèn.
- Sala 3: espai dividit en 3 sales.
  - Sala 3a: dedicat a Valerià Weyler, conté múltiples objectes relacionats amb el general Weyler.
  - Sala 3b: torres de defensa costanera de Mallorca.
  - Sala 3c: exposició d'uniformes, objectes diversos relacionats amb la història militar d'Espanya de finals del segle xix i la primera meitat del XX, i un espai dedicat a la vexil·lologia. Hi destaca la presència d'una màquina de xifrat Enigma.
- Sala 4: recull de peces diverses del segle xx.
- Sala 5: exposició sobre els foners.
- Sala 6: espai per exposicions temporals.
- Sala 7: sala en remodelació.
- Sala 8: dedicat a les armes d'artilleria.
- Sala 9: escena del cos de guàrdia del regiment de voluntaris de Mallorca el 1808 on s'exposen uniformes i objectes de l'època.
- Sala 10: torre mestra edificada el 1612 sota el regnat de Felip III i material relacionat amb l'armament del segle xvii.